# Jose Prendes
Jose Prendes (* 26. April 1979 in Caracas) ist ein venezolanischer Filmschaffender, Schauspieler und Synchronsprecher.

## Leben
Prendes wurde am 26. April 1979 in Caracas geboren und wuchs mit Englisch und Spanisch bilingual auf. Von 1998 bis 2000 studierte er am International Fine Arts College. Seit dem 8. Oktober 2005 ist er mit Jessica Prendes verheiratet, die ihn als Executive Producer bei einigen seiner Werke unterstützte. Die beiden sind Eltern eines Kindes.
2001 debütierte Prendes als Regisseur und Produzent mit dem Film The Monster Man. Als Drehbuchautor war er unter anderen an den The-Asylum-Filmproduktionen Mega Shark vs. Mechatronic Shark, Hänsel und Gretel oder Hänsel vs. Gretel beteiligt. Von 2012 bis 2013 fungierte er in mehreren Funktionen an der Fernsehserie Veronique Von Venom: Horror Hostess Hottie. 2022 trat er im Film Headless Horseman – Pakt mit dem Teufel als Regisseur und Drehbuchautor in Erscheinung. Als Schauspieler war er unter anderen in den Filmen Airplane vs. Volcano und Megalodon: The Frenzy zu sehen.

## Filmografie (Auswahl)

### Regie
- 2001: The Monster Man
- 2004: Corpses Are Forever
- 2010: Nannyland (Fernsehserie)
- 2012: The Haunting of Whaley House
- 2012–2013: Veronique Von Venom: Horror Hostess Hottie (Fernsehserie, 12 Episoden)
- 2013: Yet 2 Be Named (Fernsehfilm)
- 2015: The Divine Tragedies
- 2022: Headless Horseman – Pakt mit dem Teufel (Headless Horseman)
- 2023: The Exorcists – Die Hölle öffnet ihre Pforten (The Exorcists)
- 2024: Monster Mash
- 2024: Heretics

### Produktion
- 2001: The Monster Man
- 2004: Corpses Are Forever
- 2012–2013: Veronique Von Venom: Horror Hostess Hottie (Fernsehserie, 12 Episoden)
- 2013: Rest for the Wicked (Miniserie, 4 Episoden)
- 2015: The Divine Tragedies
- 2022: The Legend of La Llorona

### Drehbuch
- 2001: The Monster Man
- 2003: Song of the Vampire
- 2004: Corpses Are Forever
- 2009: Countdown: Jerusalem
- 2009: The Terminators
- 2009: Haunting of Winchester House
- 2012: The Haunting of Whaley House
- 2012–2013: Veronique Von Venom: Horror Hostess Hottie (Fernsehserie, 12 Episoden)
- 2013: Hänsel und Gretel (Hansel & Gretel)
- 2013: Yet 2 Be Named (Fernsehfilm)
- 2013: Rest for the Wicked (Miniserie, 4 Episoden)
- 2014: Mega Shark vs. Mechatronic Shark
- 2015: Hänsel vs. Gretel (Hansel vs. Gretel)
- 2015: The Divine Tragedies
- 2022: The Legend of La Llorona
- 2022: Headless Horseman – Pakt mit dem Teufel (Headless Horseman)
- 2023: The Exorcists – Die Hölle öffnet ihre Pforten (The Exorcists)
- 2024: Monster Mash

### Schauspiel
- 2001: The Monster Man
- 2004: Corpses Are Forever
- 2007: Each Time I Kill
- 2008: The day the earth stood still 2 – Der Tag an dem die Erde stillstand 2 (The Day the Earth Stopped)
- 2009: Countdown: Jerusalem
- 2009: Escape Train (Kurzfilm)
- 2013: Yet 2 Be Named (Fernsehfilm)
- 2013: Rest for the Wicked (Miniserie, 4 Episoden)
- 2014: Airplane vs. Volcano (Airplane vs Volcano)
- 2016: The Horror Geeks (Fernsehfilm)
- 2023: Megalodon: The Frenzy

### Synchronisationen
- 2003: Zombiegeddon
- 2010: Nannyland (Fernsehserie)